# Echeveria wurdackii
Echeveria wurdackii là một loài thực vật có hoa trong họ Crassulaceae. Loài này được Hutchison ex Kimnach mô tả khoa học đầu tiên năm 2002.